# V. Magnus norvég király
V. Magnus Erlingsson (1156 – 1184. június 15.) norvég király 1162-től haláláig. Őt koronázták meg elsőként Norvégia és egyben Skandinávia uralkodói közül is.

## Élete
Magnus Erling Skakke és Krisztina Sigurdsdotter (I. Sigurd leánya) fiaként született. Édesapja 1161-ben ültette a gyermek királyt a norvég trónra, II. Haakon ellenében. A norvég érsek a koronázásért cserében elnyerte a római katolikus egyház királyi támogatását. Uralkodása második évében felléptették ellene II. Sigurd fiát, III. Sigurdot, de Erling a következő évben lefejeztette. Ezek után 1164-ben a Bergeni országgyűlés kimondta az ország föloszthatatlanságát. Mivel a dán király is támogatta Magnus királyságát és vele Erling uralmát, csakhamar elismerte egész Norvégia, bár a nép nem tudott belenyugodni abba, hogy uralkodója ne Széphajú Harald fiági utódai, az Ynglingek közül kerüljön ki. Így természetes hogy a gyermek király ellen is sok trónkövetelő támadt, de az erélyes Erling egymás után elfogatta és kivégeztette őket. Egyikükért – a saját mostohatestvéréért, aki anyjának korábbi házasságából származott – maga Magnus király kért apjától kegyelmet, de az a következő szavakra fakadt: – Nem sokáig fogod akkor békén kormányozni országodat, ha mindenben lelkiismeretesen cselekszel – és lefejeztette a saját mostohafiát. 
Veszedelmesebb volt Eystein Mejla felkelése. Ő IV. Harald unokájának adta ki magát és párthíveit mély sziklaszakadékokban gyűjtötte össze.  Ott éltek rettenetes szegénységben, olyan szegények voltak, hogy még ruhájuk sem volt, hanem nyírfa kérgével fedték be lábukat és derekukat. Ezért nevezték el őket nyírfalábúaknak. Vad bogyókból éltek, a nyírfa meghasított oldalából kicsorgó levet itták, nyírfahéjat rágcsáltak, de bátorságukat nem vesztették el. Egyszer azonban télen már olyan nagy lett közöttük a nyomorúság, hogy egész komolyan elkezdtek tanácsot tartani azon, hogy mi volna a jobb: ha egy szikláról egymásután a tengerbe ugrálnának, vagy pedig ha karddal ölnék meg egymást s az utolsó a saját kardjába dőlne. Magnus legyőzte az ő felkelésüket is, és szétverte őket. Eystein maga egy parasztnak a kunyhójába menekült, de a paraszt ahelyett, hogy menedéket adott volna neki, agyonverte és holttestét elvitte Magnus király elé. Mialatt ez az ellenség hulláját szemlélte, hirtelen odaugrott egy nyírfalábú, akit addig nem vettek észre és olyan súlyos sebet ejtett a királyon, hogy az csak nagy nehezen gyógyult ki belőle. A mindössze vagy 70 főre olvadt nyírfalábúak élére most egy rendkívül vakmerő férfiú állt: a magát II. Sigurd fiának valló Sverre. Nagy sereget gyűjtött maga mellé és haddal támadt a királyra: az ütközetben ha Magnus nem is, de édesapja, Erling elesett. Erre Magnusnak menekülnie kellett az országból, de dán segítséggel visszatért és váltakozó szerencsével harcolt Sverre ellen, mígnem 28 évesen egy tengeri ütközetben lelé halálát. Utóda – törvényes fia nem lévén – Sverre lett.

## Gyermekei
- Magnus Elrid Björnsdottert[6] vette feleségül, aki három gyermeket szült férjének:
  - Krisztina ∞ (1208 e.) Reidar Sendemand
  - Ingeborg (†1213) ∞ (1204 e.) Peter Steype
  - Margit ∞ (1206 e.) Vegen-i Fülöp
- Ezenkívül három törvénytelen gyermekét is ismerjük:
  - Sigurd Magnusson (1180 – 1194. április 3.)
  - Inge Magnusson (? – 1202)
  - Erling Steinvegg (? – 1207 márciusa)